# XVIIe congrès du Rassemblement national
Le XVIIe congrès du Rassemblement national (RN) se tient les 3 et 4 juillet 2021 à Perpignan (Pyrénées-Orientales).
Dans un contexte de reflux électoral et de doutes sur sa stratégie en vue de l’élection présidentielle de 2022, Marine Le Pen, seule candidate, est élue pour un quatrième mandat à la présidence du parti. Elle renforce à cette occasion le poids des tenants de sa ligne dans la composition des instances et nomme Jordan Bardella à la première vice-présidence, en faisant de fait l’intérimaire durant sa mise en congé de la tête du RN pendant la campagne présidentielle.

## Contexte

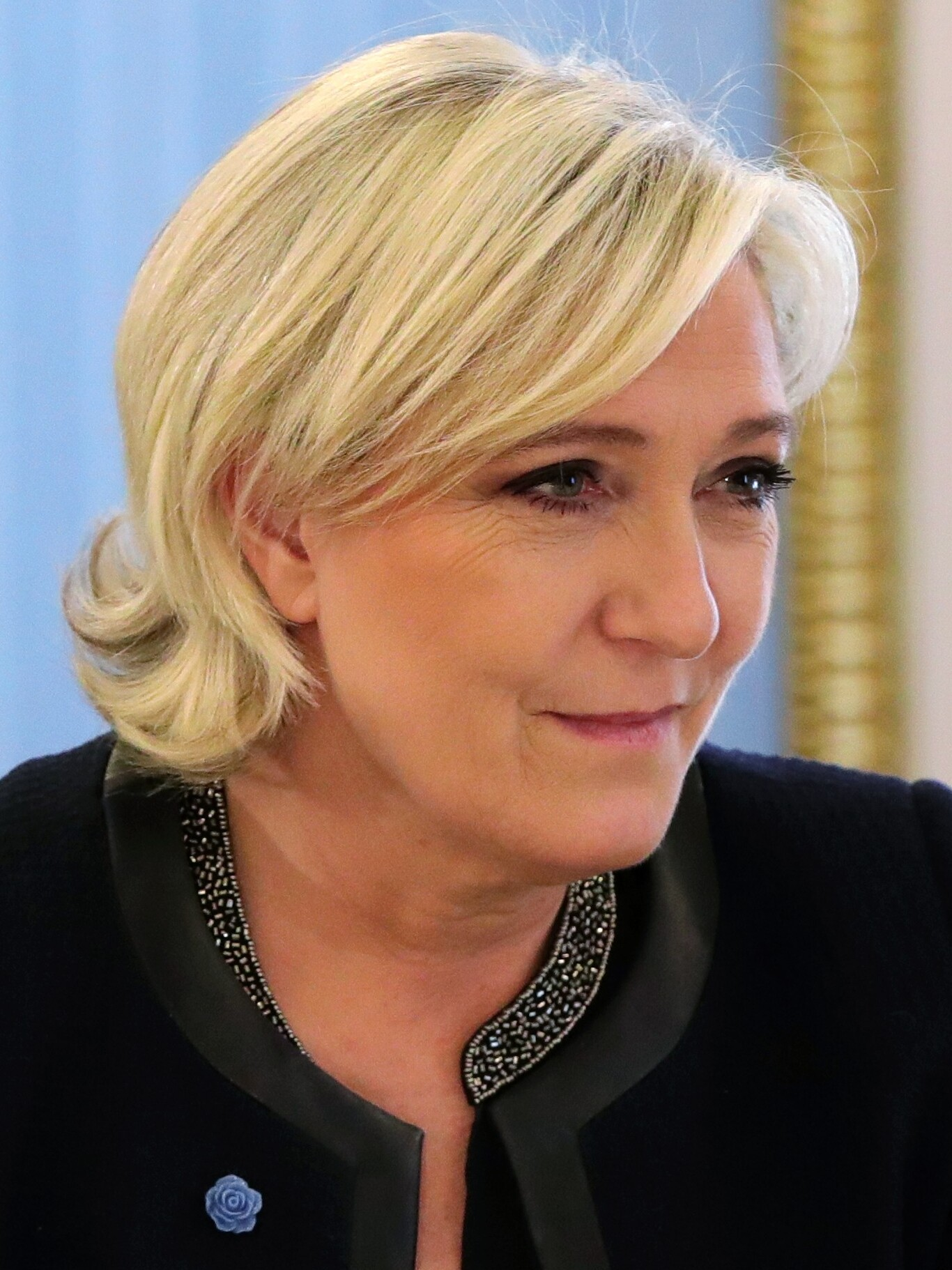
Marine Le Pen, présidente du parti depuis 2011 et candidate à l’élection présidentielle de 2022.

Ce congrès intervient un an après des élections municipales aux résultats mitigés pour le Rassemblement national (appelé « Front national » jusqu’en 2018) et quelques jours après des élections régionales et départementales lors desquelles le parti a perdu près d'un tiers de ses élus, avec des résultats bien moins élevés qu’attendu,.
Dans ce contexte, la stratégie de « dédiabolisation » et de recentrage du parti initiée par Marine Le Pen est remise en cause par des cadres et militants. La marginalisation ou l’exclusion par le cercle de fidèles à celle-ci de tout responsable se montrant critique à l’égard de l’orientation du parti est également soulignée par la presse alors que le nombre d’adhérents au RN est en chute libre depuis plusieurs années,.
Ces doutes interviennent à l’approche des élections présidentielle et législatives de 2022. Ayant décidé de briguer l’Élysée pour une troisième fois, Marine Le Pen a annoncé qu’elle se mettrait en congé de la présidence du parti durant la campagne présidentielle et qu’elle ferait part durant ce congrès de son choix de la personne chargée d’assurer l’intérim.

## Déroulement
Le congrès se tient les samedi 3 et dimanche 4 juillet 2021 à Perpignan, ville remporté par le RN Louis Aliot en 2020.
Le premier jour, une assemblée générale extraordinaire a notamment lieu pour modifier les statuts du parti. Le deuxième jour est marqué par la proclamation des résultats des votes pour la présidence et le conseil national, par une réunion du conseil national à huis clos, par la présentation du bureau national et du bureau exécutif, avant qu’un discours du président élu ne clôture le rassemblement.
En marge du congrès, entre 650 et 3 000 personnes manifestent contre l'extrême droite dans les rues de Perpignan.

## Scrutins

### Élection à la présidence
Pour être valide, une candidature doit être parrainée par au moins 20% des membres du conseil national élargi (membres élus et nommés + membres de droit). Seule Marine Le Pen reçoit les parrainages requis.
| Candidat               | Voix | %     |
| ---------------------- | ---- | ----- |
| Marine Le Pen          | NC   | 98,35 |
|                        |      |       |
| Exprimés               | NC   | NC    |
| Blancs                 | NC   | 1,22  |
| Nuls                   | NC   | 0,43  |
| Total                  | NC   | 100   |
| Inscrits/Participation | NC   | NC    |

### Élection au conseil national
Un candidat au conseil national doit être membre du parti depuis deux ans et être à jour de cotisation au 29 mars 2021, date limite pour déposer sa candidature. 276 candidatures sont retenues.
Cent membres sont élus au scrutin uninominal par les adhérents du parti et vingt sont nommés par le président élu.

#### Membres élus
1. Jordan Bardella
2. Louis Aliot
3. Steeve Briois
4. Nicolas Bay
5. David Rachline
6. Sébastien Chenu
7. Wallerand de Saint-Just
8. Bruno Gollnisch
9. Stéphane Ravier
10. Jean-Lin Lacapelle
11. Laurent Jacobelli
12. Romain Baubry
13. Julien Sanchez
14. Bruno Bilde
15. Pascale Ajac
16. Edwige Diaz
17. Julien Odoul
18. Catherine Griset
19. Huguette Fatna
20. Ludovic Pajot
21. Thierry Legier
22. Jérôme Rivière
23. Alain Jamet
24. Yvan Lajeanne
25. Olivier Monteil
26. Hélène Laporte
27. Julie Rechagneux
28. Éric Domard
29. Philippe Olivier
30. Gilles Pennelle
31. France Jamet
32. Julie Lechanteux
33. Sophie Grech
34. Catherine Pujol
35. Caroline Parmentier
36. Christophe Chiocca
37. Gilles Lebreton
38. Thibaut de La Tocnaye
39. Philippe Vardon
40. Joëlle Mélin
41. Pascal Verelle
42. Jean-Michel Cadenas
43. Marie-Hélène de Lacoste Lareymondie
44. Rémy Berthoux
45. Fabien Engelmann
46. Alain Pechereau
47. Frédéric Boccaletti
48. Dominique Bilde
49. Phlippe Sanchez
50. Jacques Colombier
51. Mathilde Androuët
52. Xavier Baudry
53. Natacha Ferreira
54. Muriel Burgaz
55. Virginie Joron
56. Aline Bertrand
57. Pascal Fort
58. Kévin Pfeffer
59. Franck Allisio
60. Sandrine D'Angio
61. Jean-François Jalkh
62. Julien Leonardelli
63. Christopher Szczurek
64. Agnès Marion
65. Mathilde Paris
66. Gaëtan Dussausaye
67. Bruno Lerognon
68. Éléonore Bez
69. Cyril Hemardinquer
70. Laure Lavalette
71. Patricia Demougeot
72. Océane Valentin
73. Muriel Fiol
74. Philippe Miailhes
75. Bernard Sironneau
76. Romain Lopez
77. Manon Bouquin
78. Christian Zimermann
79. Coline Houssays
80. Céline Tacher
81. Audrey Guibert
82. Serge Dumanoir
83. Éléonore Revel
84. Nathalie Germain
85. Emmanuel Fouquart
86. Sonia Lauvard
87. Nicolas Meizonnet
88. Mylène Guiniot-Troszynski
89. Philippe Arbona
90. Jessica Hoët
91. Jean-Pierre Chabrut
92. Aleksandar Nikolic
93. Guillaume Vouzellaud
94. Franck Briffaut
95. Jordan Guitton
96. Agnès Caudron
97. Aurélie Wagner
98. Aurélien Legrand
99. Michel Guiniot
100. Sandrine Chadourne

#### Membres nommés
- Philippe Ballard
- Gauthier Bouchet
- Caroline Colombier
- Marie Dauchy
- Arnaud de Rigné
- Jean-Michel Dubois
- Philippe Eymery
- Anthony Garénaux
- Jean-Paul Garraud
- Joshua Hochart
- Sébastien Jolivet
- Alexis Jolly
- Alexandra Masson
- Julia Plane
- Céline Porquet
- Émeric Salmon
- Jean-Philippe Tanguy
- Renée Thomaïdis
- Séverine Werbrouck

### Vote de la modification des statuts
Un vote à main levée est organisé afin de modifier les statuts du parti :

« I) Modification des statuts du Rassemblement national :
Article 10 Le Président de l’association
Point 4) Remplacement
Il est proposé à l’assemblée générale extraordinaire d’approuver l’ajout au point 4, de la phrase suivante :
« Le Président peut se mettre en disponibilité pendant un délai maximum de 12 mois en cas de candidature à l’élection présidentielle. En ce cas, les règles de vacances sont celles prévues aux deux alinéas précédents. » »

## Désignation des bureaux

### Composition du bureau national
Après son élection, le président désigne le bureau national sur validation du conseil national. C'est à partir de ce bureau national, qui compte un peu plus de quarante membres, que sont désignés les quinze personnes composant le bureau exécutif.
À l’issue du congrès, la composition du bureau national est la suivante :
- Louis Aliot
- Franck Allisio
- Mathilde Androuët
- Philippe Ballard
- Jordan Bardella
- Nicolas Bay
- Bruno Bilde
- Steeve Briois
- Sébastien Chenu
- Gilbert Collard
- Sandrine d'Angio
- Marie Dauchy
- Wallerand de Saint-Just
- Edwige Diaz
- Jean-Michel Dubois
- Philippe Eymery
- Huguette Fatna
- Jean-Paul Garraud
- Bruno Gollnisch
- Catherine Griset
- Laurent Jacobelli
- France Jamet
- Jean-Lin Lacapelle
- Hélène Laporte
- Marine Le Pen
- Gilles Lebreton
- Alexandra Masson
- Aleksandar Nikolic
- Julien Odoul
- Philippe Olivier
- Ludovic Pajot
- Caroline Parmentier
- Gilles Pennelle
- Kévin Pfeffer
- David Rachline
- Stéphane Ravier
- Jérôme Rivière
- André Rougé
- Julien Sanchez
- Christopher Szczurek
- Jean-Philippe Tanguy
- Renée Thomaïdis
- Séverine Werbrouck
- Invités permanents :
  - Hervé Juvin, président du Parti localiste
  - Thierry Mariani, président de La Droite populaire

### Composition du bureau exécutif
Les membres du bureau exécutif sont issus du bureau national et sont désignés par le président sans validation d'une autre instance.
À l'issue du congrès, sa composition est la suivante,, :
- Présidente : Marine Le Pen ;
- Vice-présidents : Jordan Bardella, Louis Aliot, Steeve Briois, David Rachline ;
- Trésorier : Kévin Pfeffer ;
- Membres du bureau : Nicolas Bay, Bruno Bilde, Sébastien Chenu, Edwige Diaz, Jean-Paul Garraud, Hélène Laporte, Alexandra Masson, Philippe Olivier, Wallerand de Saint-Just.

## Suites et analyse

### Influence renforcée du«clan d’Hénin-Beaumont»

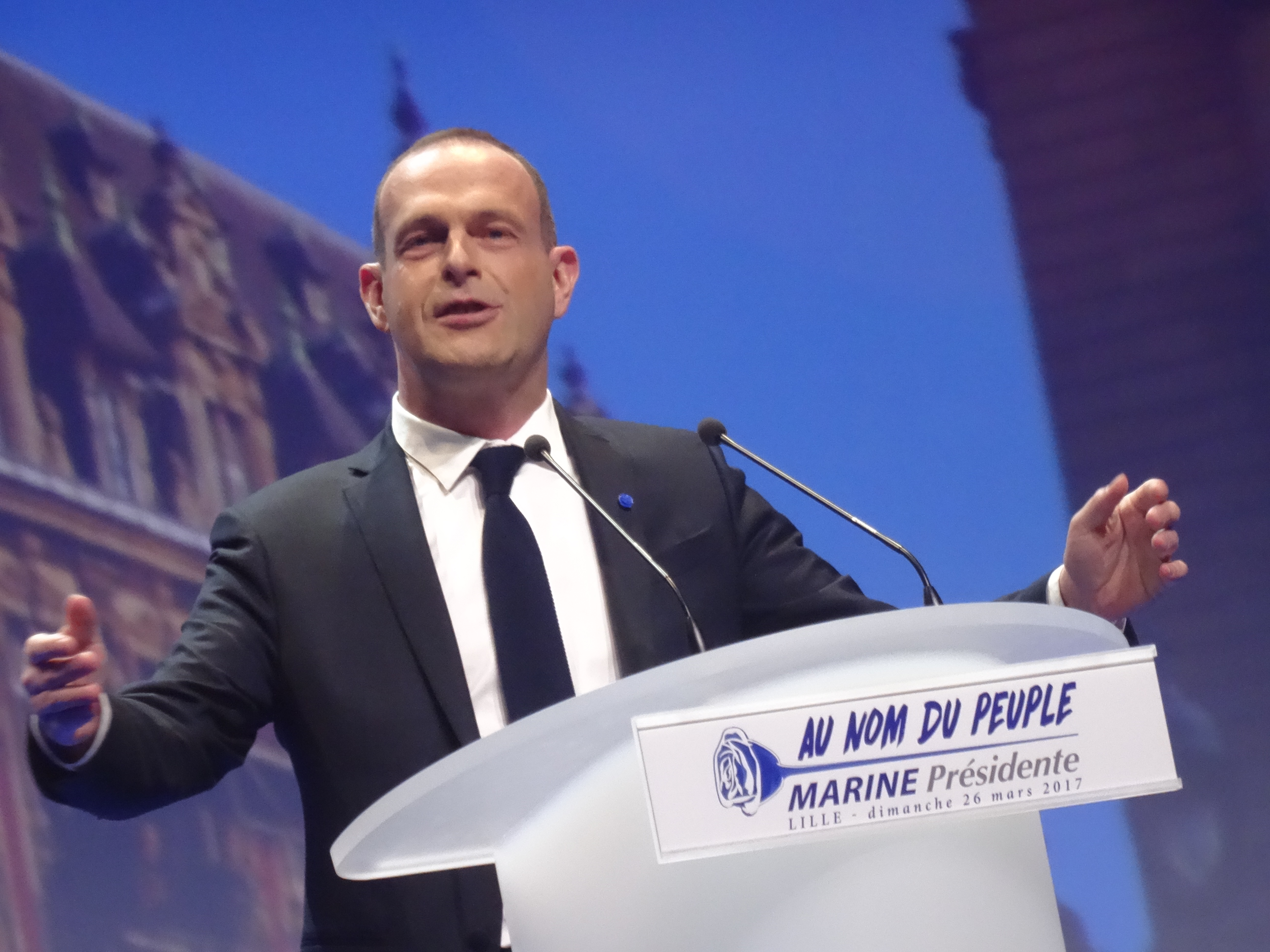
Steeve Briois, maire d’Hénin-Beaumont et figure du premier cercle de Marine Le Pen qui sort renforcé du congrès.

Malgré son échec aux récentes élections locales et le reflux croissant du nombre d’adhérents, la direction du RN refuse de changer son orientation. La composition des instances, que Marine Le Pen présente volontiers comme renouvelées et féminisées, reflète une stratégie de « bunkérisation » — selon les termes du Figaro —, menée depuis plusieurs années et nettement renforcée à cette occasion. En effet, son « clan d’Hénin-Beaumont », particulièrement redouté en interne en raison des exclusions dont il est à l’origine, renforce son influence. Après avoir géré les investitures aux récentes élections locales, Bruno Bilde, Steeve Briois et David Rachline voient ainsi leur influence renforcée dans les instances ; l’un de leurs protégés, Kévin Pfeffer, accède d’ailleurs au bureau exécutif et à la stratégique fonction de trésorier.
En parallèle, la présidente du Rassemblement national procède à la nomination de personnalités n’ayant rejoint la formation que très récemment. C’est notamment le cas d’Alexandra Masson-Bettati, avocate inconnue des militants et ayant pris sa carte à la veille du congrès : elle est cooptée par Marine Le Pen au conseil national et désignée membre du bureau national puis du bureau exécutif, une telle promotion n’ayant jamais eu de précédent dans l'histoire du mouvement, fondé en 1972.
À l'inverse, tenant d’une ligne plus identitaire et conservatrice, Stéphane Ravier n’obtient pas sa nomination au bureau exécutif (comme la direction le lui avait promis) malgré sa réélection surprise aux élections sénatoriales de 2020 (il est le seul sénateur RN) et la victoire de ses candidats aux élections départementales dans le canton de Marseille-6, jusqu’alors tenu par la gauche. Il boycotte ainsi le discours prononcé par Marine Le Pen à la fin du congrès. De leur côté, Philippe Vardon, ancienne figure des Identitaires, Paul-Henry Hansen-Catta, qui a déplu au « clan d’Hénin-Beaumont » en prenant position pour la chasse, ainsi qu’Andréa Kotarac, transfuge de la gauche radicale s’étant rapproché de Marion Maréchal, sont évincés du bureau national.
Le seul élu de premier rang à exprimer publiquement ses doutes est Romain Lopez, qui partage la ligne identitaire et conservatrice de Marion Maréchal. Lors d'une table-ronde organisée pendant le congrès, il dénonce les nombreux parachutages aux élections locales. À la presse, il déclare ensuite : « C’est l’aboutissement d’une ultracentralisation de l’appareil et de Marine Le Pen sur le clan d’Hénin-Beaumont. Ils n’acceptent aucune voix divergente et […] veulent mettre le parti en coupe réglé, ce qui donne l’impression de ne préparer rien d’autre que la défaite, pour assurer une survie politique aux copains. »

### Congé de Marine Le Pen durant la campagne présidentielle de 2022

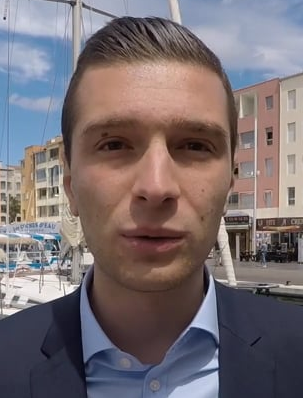
Jordan Bardella, nommé premier vice-président du parti.

En le nommant premier vice-président du RN, Marine Le Pen choisit de fait Jordan Bardella pour assurer l’intérim à la présidence du parti de septembre 2021 à la fin de la campagne présidentielle.
Ce choix de Jordan Bardella, âgé de 25 ans et sévèrement battu aux élections régionales de 2021 en Île-de-France malgré le relatif succès de sa liste aux élections européennes de 2019, suscite parfois le scepticisme en interne. La décision de Marine Le Pen s’est notamment faite au détriment de Louis Aliot, maire de Perpignan et figure historique du parti qui avait publiquement exprimé son intérêt pour cette responsabilité et qui voit ses fidèles également écartés du bureau exécutif,.